# مگه تموم عمر چندتا بهاره
مگه تموم عمر چندتا بهاره مجموعهٔ نمایش خانگی ایرانی در ژانر طنز اجتماعی به کارگردانی سروش صحت و تهیه‌کنندگی محمدرضا تخت‌کشیان است. فیلمنامه آن را سروش صحت و ایمان صفایی نوشته‌اند. علی مصفا، قدرت‌الله ایزدی، کاظم سیاحی، آناهیتا افشار، مجید یوسفی، گیلدا ویشکی، بیژن بنفشه‌خواه، حسن نوری، اردشیر کاظمی، عین‌الله دریایی و… در این سریال به ایفای نقش پرداخته‌اند.
آهنگسازی این مجموعه را پیمان یزدانیان بر عهده داشته است. قطعات موسیقی‌ای که به‌طور زنده در اپیزودها اجرا می‌شوند، ساخته یا با تنظیم سردار سرمست است. بهزاد عمرانی خوانندگی این قطعات را برعهده داشته است.

## خلاصهٔ داستان
زندگی آرام اعضای خانواده ربانی با ورود ناخواسته یک مار، پیداشدن یک نسخه خطی نفیس و یک حفره اسرارآمیز دچار تحولاتی می‌شود…

## بازیگران
| بازیگر         | نقش    |
| -------------- | ------ |
| علی مصفا       | شاهین  |
| پاوان افسر     | رعنا   |
| قدرت‌الله ایزدی | جلال   |
| کاظم سیاحی     | شهرام  |
| آناهیتا افشار  | گلی    |
| مجید یوسفی     | نیما   |
| گیلدا ویشکی    | آزیتا  |
| بیژن بنفشه‌خواه | نئو    |
| حسن نوری       | جیمشید |
| اردشیر کاظمی   | بابایی |
| عین‌الله دریایی | رزاقی  |
| بهار کاتوزی    | مرجان  |
| وحید آقاپور    | بهرام  |
| محمد نادری     | رسولی  |
| احسان منصوری   | کاظم   |